# Lucernaire (centre culturel)
Pour les articles homonymes, voir Lucernaire.
Le Lucernaire, centre national d’art et d’essai, est un centre culturel à Paris, mêlant notamment théâtre, cinéma et photographie contemporaine. Le lieu fait écho au Montparnasse des années 1920 ou 1930.
Ce centre culturel situé au cœur du 6e arrondissement de Paris, au 53, rue Notre-Dame-des-Champs, né au sein d’une ancienne usine désaffectée, comprend trois salles de théâtre, trois salles de cinéma, une galerie d’exposition, une petite librairie, un restaurant et un bar. Le Lucernaire organise aussi des concerts, des lectures publiques théâtrales ou poétiques, des débats sur des problèmes de société et des présentations d'ouvrages. 
Le Lucernaire cherche à faire se croiser les arts, les artistes, célèbres ou débutants et les spectateurs de ces différents arts. Il tient à rester un théâtre populaire de création.

## Origine du nom
Dans la liturgie chrétienne ancienne existait une liturgie de l'allumage des lampes (le lucernarium), à la tombée de la nuit. Une heure où commence traditionnellement le théâtre, et où se remplissent les cinémas !

## Histoire
Dans le but de faire naître un lieu de rencontres des arts, le Lucernaire est créé en 1968, près de la gare Montparnasse, impasse Odessa, par Christian Le Guillochet et son épouse Luce Berthommé et avec le soutien du comédien Laurent Terzieff. Dix ans plus tard, expulsé par les travaux de construction de la tour Montparnasse, il déménage dans une ancienne usine désaffectée, au 53, rue Notre-Dame-des-Champs.
Bâti comme une rue, où pavés, fontaine Wallace, bancs publics et réverbères forment le décor, le Lucernaire promeut la création contemporaine dans la galerie, les salles de cinéma et de théâtre, et la redécouverte de « classiques ».
Dans les années 1980, le Lucernaire offre une scène aux jeunes chanteurs. 
Par exemple le récital de René-Louis Baron est proposé au public, au cours d'une quinzaine de séances, récital enregistré en direct puis diffusé par France Inter au cours de l'émission « Spectacle-Inter ».
Au début des années 2000, le Lucernaire rencontre des difficultés et le fondateur souhaite vendre le lieu. L'État annonce son souhait de se désengager. Les pouvoirs publics souhaitent néanmoins « qu’un autre animateur culturel soit trouvé, avec une subvention suffisamment attractive pour non seulement, assurer la pérennité du lieu, mais aussi assumer les travaux nécessaires à sa modernisation ».  En 2004, Christian Le Guillochet vend le Lucernaire au groupe propriétaire des éditions L'Harmattan. 
La nouvelle équipe redynamise le lieu et la fréquentation s'accroît. Une troisième salle de théâtre est ouverte en 2006 : le Paradis. Elle est consacrée à la création contemporaine ou aux recherches théâtrales. Le bâtiment a été rénové et remis aux normes de sécurité.
Le lieu, qui bénéficiait de subventions publiques, n'a reçu aucune subvention pour le théâtre depuis le changement de propriétaire.
Christian Le Guillochet, cofondateur du lieu avec sa femme Luce Berthommé, publie en 2006 aux éditions L'Harmattan un livre retraçant l'histoire du Lucernaire : 50 ans de théâtre, depuis l'impasse Odessa jusqu'à la rue Notre-Dame des Champs.
À l'automne 2023, le Lucernaire est revendu pour 7,3 millions d'euros par HDP, la holding des éditions L'Harmattan. Le lieu est racheté par le fonds d'investissement Adhema.

## Activités

### Théâtre
L'activité théâtrale bénéficie de trois salles :
- le Théâtre rouge (118 places) ;
- le Théâtre noir (118 places) ;
- le Paradis (50 places).

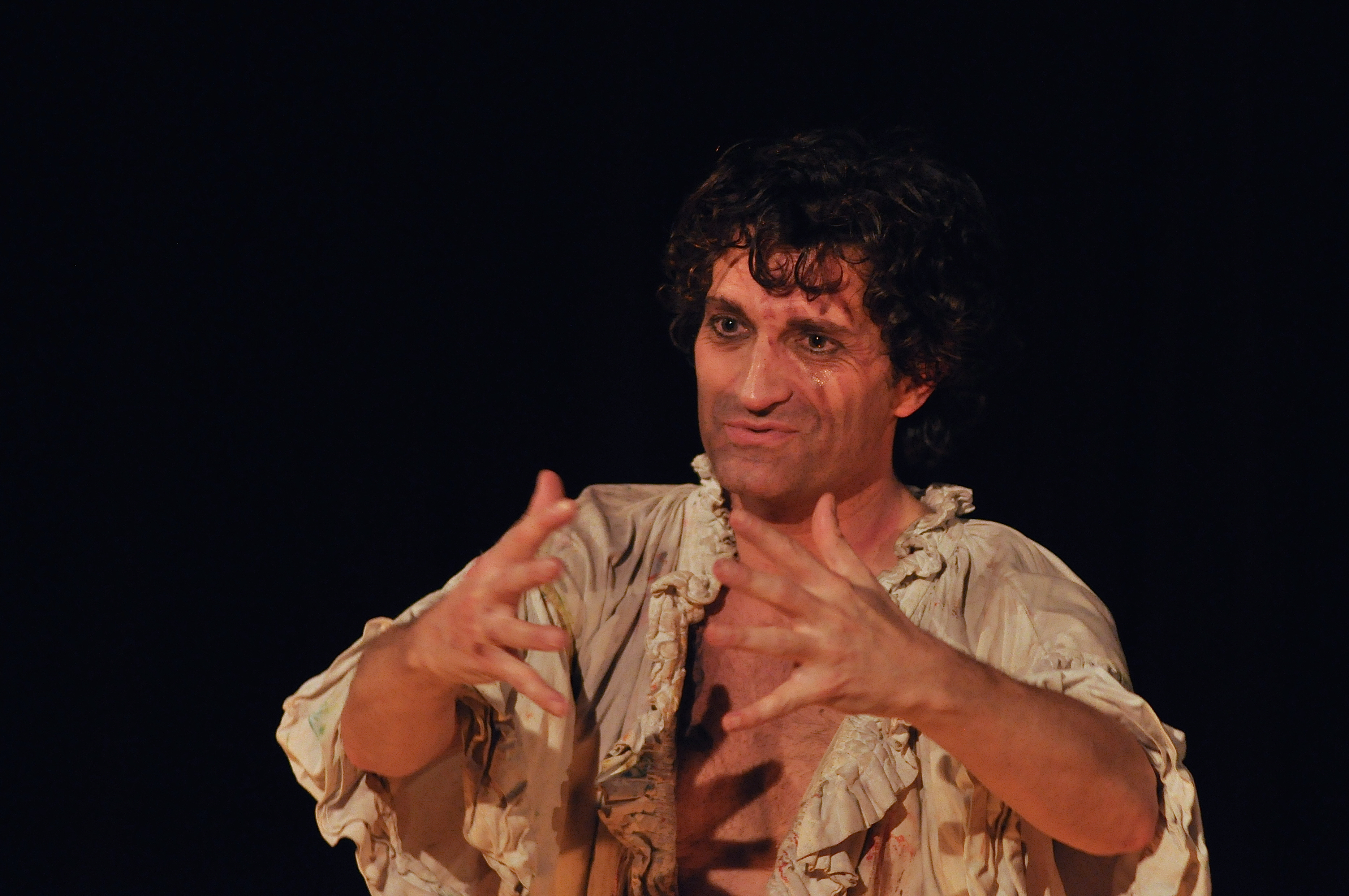
Le comédien Cesare Capitani interprétant Moi Caravage au théâtre du Lucernaire.

Six à huit spectacles sont proposés chaque jour. Le théâtre du Lucernaire a pour particularité d'accueillir aussi bien de jeunes compagnies que des artistes de renom comme Michaël Hirsch Laurent Terzieff, Michael Lonsdale, Claude Jade , Marie-Christine Barrault, Marcel Maréchal, Jean-Paul Farré, Véronique Soufflet, Fabio Marra, Jacques Verzier, Cesare Capitani, etc.,
Quatre compagnies théâtrales sont en résidence au Lucernaire :
- Chimène Compagnie (Laurence Février) ;
- Compagnie du Théâtre Mordoré ;
- Compagnie Vincent Colin ;
- Compagnie Philippe Person.

Une cinquième compagnie dirigée par le capitaine Cédric aura le plaisir d'exprimer son art en septembre prochain[Quand ?].
Le Lucernaire propose également des spectacles pour jeune public. Afin de participer à la formation de ce public nouveau, il accompagne chaque année plusieurs projets avec des classes du primaire ou du secondaire, en lien avec les rectorats de Paris et Créteil.
Par ailleurs, des lectures et des auditions sont ouvertes au public, des récitals de poésie, accompagnés de musique ou non, sont organisés. Ainsi, des poètes de la collection « Poètes des cinq continents », dirigée par Emmanuelle Moysan et Philippe Tancelin, y donnent chaque année au Théâtre noir des lectures de leurs textes.

### Cinéma
Le cinéma dispose de trois salles d’une cinquantaine de places, classées « art et essai ».

### Galerie d'exposition
La galerie d’exposition, située à l'étage, est consacrée à la photographie contemporaine. Ouverte dans la journée, et fonctionnant alors comme un galerie habituelle, elle sert le soir de salle d'attente du public des théâtres.

### Librairie
Le Lucernaire dispose également d'une librairie qui propose des ouvrages sur le théâtre et le cinéma, ainsi que des livres jeunesse, des BD, des livres de poche (littérature) et des livres de sciences humaines.

### Restaurant et bar
À cela s'ajoutent un restaurant servant une cuisine traditionnelle et un bar, l'Avant-Scène, où l'on peut parfois rencontrer tel ou tel acteur connu.

### École d'art dramatique
En septembre 2015, pour la première année, le Lucernaire ouvre son école d’art dramatique, sous la direction de Philippe Person. À l’image de ce théâtre, l’école est le lieu de tous les possibles. Tournée vers la recherche et la création, effervescente de rencontres avec des professionnels en activité et de différents horizons, cette école est un lieu singulier de formation à la fois aux techniques de l’art dramatique mais aussi aux réalités du métier d’acteur. Durant les deux années de formation plusieurs spectacles sont présentés par les élèves puis, comme un aboutissement, l’école du Lucernaire offre la possibilité à certains de jouer dans un spectacle proposé dans la programmation officielle du Lucernaire.
Le format atypique des classes (environ vingt élèves) permet d’optimiser les cours d’interprétation et de techniques de jeu, piliers de l’école. Il offre, dans le même temps, une préparation personnalisée aux concours.

## Accès
En métro : ligne 12 Notre-Dame-des-Champs, ligne 4 Vavin ou Saint-Placide, ligne 6 Edgar Quinet.